# Lenguas fataluku-makasae
Las lenguas fataluku-makasae, oirata-makasai, o lenguas timoresas orientales son un subgrupo filogenético de lenguas papúes usualmente clasificadas dentro del grupo occidental de las lenguas trans-neoguineanas.

## Clasificación
M. Ross (2005) considera a estas lenguas como un grupo filogenético probable sobre la base de los pronombres. Más recientemente Mandala (2011) sobre una evidencia más amplia que la usada por Ross, establece la siguiente clasificación en dos ramas:
- Fataluku-Oirata
  - Fataluku (fataluco)
  - Oirata
- Makasae-Makalero
  - Makasai (makasae)
  - Makalero

## Descripción lingüística

### Fonología
Sobre la base de una lista de unos 200 cognados Mandala et al. (2011) reconstruyen para el proto-fatalaku-makasae el siguiente inventario consonántico:
|             | Labial | Alveolar | Palatal | Velar | Glotal |
| ----------- | ------ | -------- | ------- | ----- | ------ |
| oclusiva    | *b     | *t       |         | *k    | *ʔ     |
| fricativa   |        | *s       |         |       | (*h)   |
| nasal       | *m     | *n       |         |       |        |
| aproximante | *w     | *l, *r   | (*y)    |       |        |
Los sonidos /*h/ y /*y/ son alófonos secundarios que aparecen sólo a nivel del proto-fatalaku-oirata pero no está claro estén presentes en proto-fatalaku-makasae. El inventario de vocales reconstruido consta de cinco unidades /*i, *e, *a, *o, *u/.

### Pronombres
M. Ross (2005) reconstruye formas de primera y segunda persona para las lenguas fataluku-makasae (que él denomina proto-Timor-Oriental):
|     | PROTO- FAT.MAK. | Oirata (objeto)     | Fataluku | Makasai |
| --- | --------------- | ------------------- | -------- | ------- |
| 1sg | *an[i]          | an-te (ani)         | ani      | ani     |
| 2sg | *a[i]           | aa-te/ee-te[2] (ee) | e        | ai      |
| 1ex | *in[i]          | in-te (in)          | ini      | ini     |
| 1in | *ap[i]          | ap-te (ap)          | afi      | fi      |
| 2pl | *i              | ii-te (ii)          | i        | i       |

### Comparación léxica
Los numerales en diferentes lenguas fatalaku-makasai son:
| GLOSA | Fataluku-Oirata | Fataluku-Oirata | Makasai-Makalero | Makasai-Makalero | PROTO- FAT.-MAK. |
| GLOSA | Fatalaku        | Oirata          | Makasai          | Makalero         | PROTO- FAT.-MAK. |
| ----- | --------------- | --------------- | ---------------- | ---------------- | ---------------- |
| '1'   | ʔukáni          | ʔuwáni/ ʔaúni   | u                | ˈuː(n)           | *u-              |
| '2'   | ʔɛcɛ            | ʔɛ́i/ ʔɛjɛ-      | lol-əʔe/ m-əhi*  | lɔˈlɔj           | *-ete            |
| '3'   | ʔutúʔɛ          | ʔútu            | lol-itu/ m-itu*  | lɔˈlitu          | *-utu            |
| '4'   | (fátɛ)          | (páta)          | lol-oha/ fər*    | (ˈfaːt)          |                  |
| '5'   | (límɛ)          | (límɛ)          | (lima)           | (ˈlima)          |                  |
| '6'   | (nɛ́mɛ)          | (nɛ́mɛ)          | daho             | ˈɖowh            | *rahu            |
| '7'   | (fítu)          | (pítu)          | (fitu)           | (ˈfitu)          |                  |
| '8'   | káfa            | kápa            | afo              | ˈafɔ             | *kabo            |
| '9'   | (síva)          | (síwa)          | (siwa)           | (ˈsiwa)          |                  |
| '10'  | taʔánɛ          | taʔan aúni      | ruruu            | ˈruru            | *taʔan/ *ruru    |
Los términos entre paréntesis seguramente son préstamos de alguna lengua austronesia oceánica, compárense las formas del proto-oceánico: *pati~ɸati '4', *lima '5', *onom '6', *pitu~*ɸitu '7' y *śiwa '9'. Las formas con asterisco postupuesto makasai sólo se usan para contar personas.